# Ngunut (Babadan)
Ngunut is een bestuurslaag in het regentschap Ponorogo van de provincie Oost-Java, Indonesië. Ngunut telt 4075 inwoners (volkstelling 2010).